# Ührde (Osterode am Harz)
 (avril 2024).
Uehrde est un quartier de la commune d'Osterode am Harz, dans le Land de Basse-Saxe.

## Histoire
Ührde est probablement fondé bien avant le XIIe siècle. Ührde n'est mentionné que relativement tard, probablement en raison d'une propriété incontestée de longue date, à savoir en 1105 pour la première fois sous le nom d'Utheriche, lorsque Thierry III de Katlenburg convertit le Katlenburg en abbaye et fait don d'un sabot à Ührde. De la possession des comtes de Katlenburg, Ührde passe par héritage aux Guelfes, qui donnent un fief à Ührde aux frères Basilius et Bruning von Wollershausen. Le village devient plus tard la possession de la principauté de Grubenhagen et est donné en fief aux seigneurs de Medenheim au début du XVe siècle. Le 6 janvier 1447, Beate von Mutzeval, veuve de Ludof von Medenheim, vend le village d'Uderde à la ville d'Osterode. Depuis lors, Ührde est appelée "Stadtdorf". Une école est fondée en 1644 et existe jusqu'en 1956. Une grande partie du village est détruite lors d'un incendie majeur en 1770.
Chapelle
Il existe des traces d'une église dans le village à partir de 1317, lorsqu'un certain M. Volkmar, prêtre d'Ührde, est cité comme témoin dans un document. On dit qu'il y avait un Thidericus de Uderde dès le XIIIe siècle ; Ce pasteur Dietrich von Ührde serait le premier témoignage de la famille noble des von Ührde.